# خان بنی سعد
خان بنی سعد (به عربی: خان بنی سعد) یک منطقهٔ مسکونی در عراق است که در استان دیاله واقع شده‌است. خان بنی سعد ۱۲۷٬۰۰۰ نفر جمعیت دارد.